# 5a Mostra Internacional de Cinema de Venècia
La 5a Mostra Internacional de Cinema de Venècia es va celebrar entre el 10 d'agost al 3 de setembre de 1937. Durant aquest any es va acabar de construir el nou Palazzo del Cinema, que es va usar per la Mostra des d'aleshores, llevat els anys 1940 a 1948.

## Jurat
- Giuseppe Volpi di Misurata (president) (Itàlia)[3]
- Luigi Chiarini (Itàlia)
- Sandro De Feo (Itàlia)
- Luigi Freddi (Itàlia)
- Mario Gromo (Itàlia)
- René Jeanne (França)
- Neville Kearney (GB)
- Oswald Lehnich (Alemanya)
- Karl Meltzer (Alemanya)
- Georges Lourau (France)
- Ryszard Ordynski (Polònia)
- Esodo Pratelli (Itàlia)
- Louis Vilani (Hongria)

## Pel·lícules en competició
| Títol original            | Director(s)                      | País de producció |
| ------------------------- | -------------------------------- | ----------------- |
| A Star Is Born            | William A. Wellman               | Estats Units      |
| Der Herrscher             | Veit Harlan                      | Alemanya Nazi     |
| Elephant Boy              | Robert J. Flaherty, Zoltan Korda | Regne Unit        |
| Kid Galahad               | Michael Curtiz                   | Estats Units      |
| La grande illusion        | Jean Renoir                      | França            |
| Les perles de la couronne | Christian-Jaque, Sacha Guitry    | França            |
| Marked Woman              | Lloyd Bacon                      | Estats Units      |
| Scipione l'africano       | Carmine Gallone                  | Regne d'Itàlia    |
| Shall We Dance            | Mark Sandrich                    | Estats Units      |
| Theodora Goes Wild        | Ryszard Bolesławski              | Estats Units      |
| Victoria the Great        | Herbert Wilcox                   | Regne Unit        |
| Winterset                 | Alfred Santell                   | Estats Units      |
| Un carnet de bal          | Julien Duvivier                  | França            |

## Premis
- Millor pel·lícula estrangera: Un carnet de bal de Julien Duvivier
- Millor pel·lícula italiana: Scipione l'africano de Carmine Gallone
- Copa Volpi:
  - Millor Actor: Emil Jannings per Der Herrscher
  - Millor Actriu: Bette Davis per Kid Galahad i Marked Woman
- Recomanació especial:
  - Batalión de Miroslav Cikán
  - Kōjō no Tsuki de Keisuke Sasaki
  - Mária növér de Viktor Gertler
  - Sant Tukaram de Vishnupant Govind Damle, Sheikh Fattelal
  - The Flying Doctor de Miles Mander
- Menció Honor´kifica:
  - Barbara Radziwillówna de Joseph Lejtes
  - Trzy etiudy Chopina d'Eugeniusz Cekalski, Stanislaw Wohl
- Millor Director: Elephant Boy de Robert J. Flaherty, Zoltán Korda
- Millor guió: Les perles de la couronne de Sacha Guitry, Christian-Jaque
- Millor fotografia: Winterset de J. Peverell Marley